# Plages de Miami Beach
Pour les articles homonymes, voir Miami Beach.

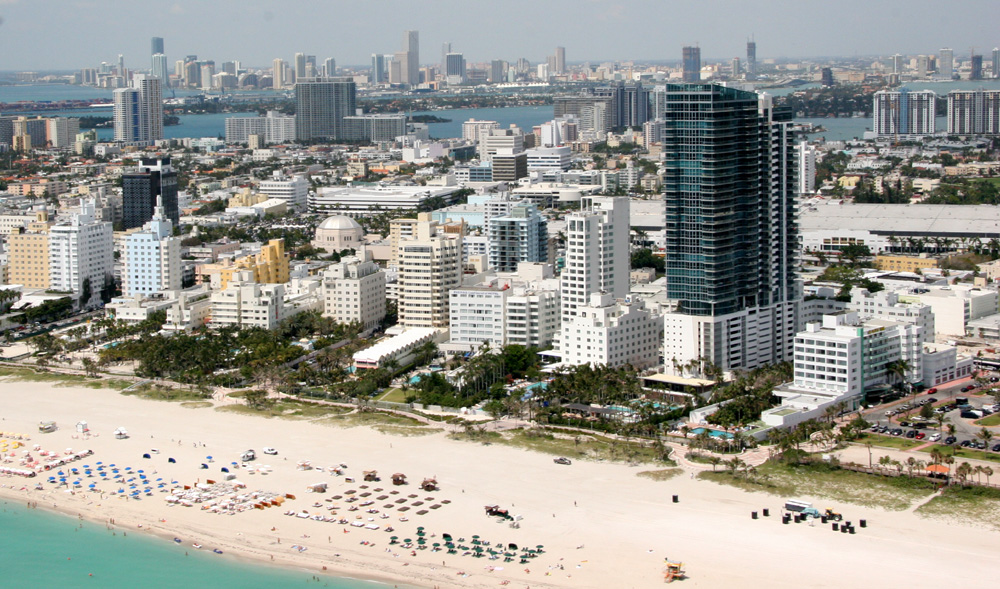
Plages de la presqu'île de Miami Beach (et Miami en arrière plan)

Les plages de Miami de la presqu'île de Miami Beach en Floride, longent sur plusieurs dizaines de km les grands boulevards Collins Avenue ou Ocean Drive, de North Beach (en), Mid-Beach (en), et South Beach (SoBe), face à l'océan Atlantique.  

## Histoire
Dans les années 1900, le sud de la Floride n'est encore qu'une vaste zone marécageuse infestée de crocodiles, alligators,  serpents, et autres trentaine d'espèces de moustiques... Un important programme d’assainissement des marécages, de construction de chemin de fer des années 1890, et de promotion immobilière et d'hostelleries permet d’accéder, puis de développer cette région tropicale des portes de la mer des Caraïbes, en haut lieu de villégiature et de tourisme américain, au climat exceptionnel, ou le soleil brille toute l'année avec des températures qui ne descendent que très rarement en dessous de 20 °C (histoire de Miami).

Quelques plages de Miami Beach
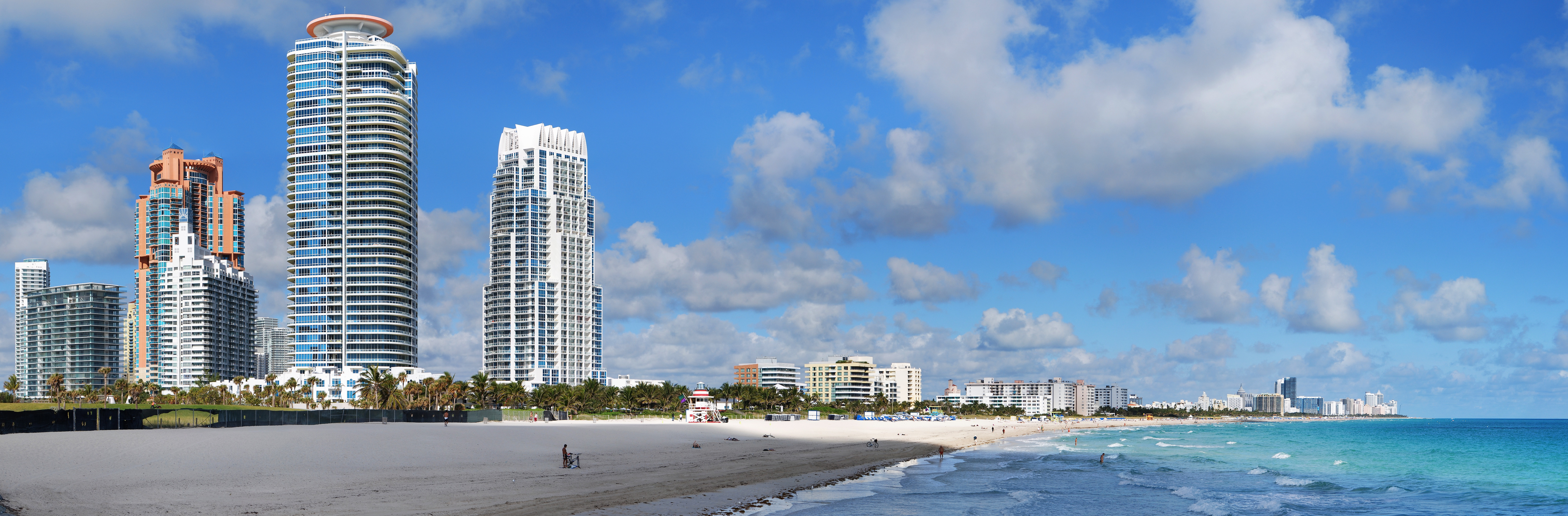
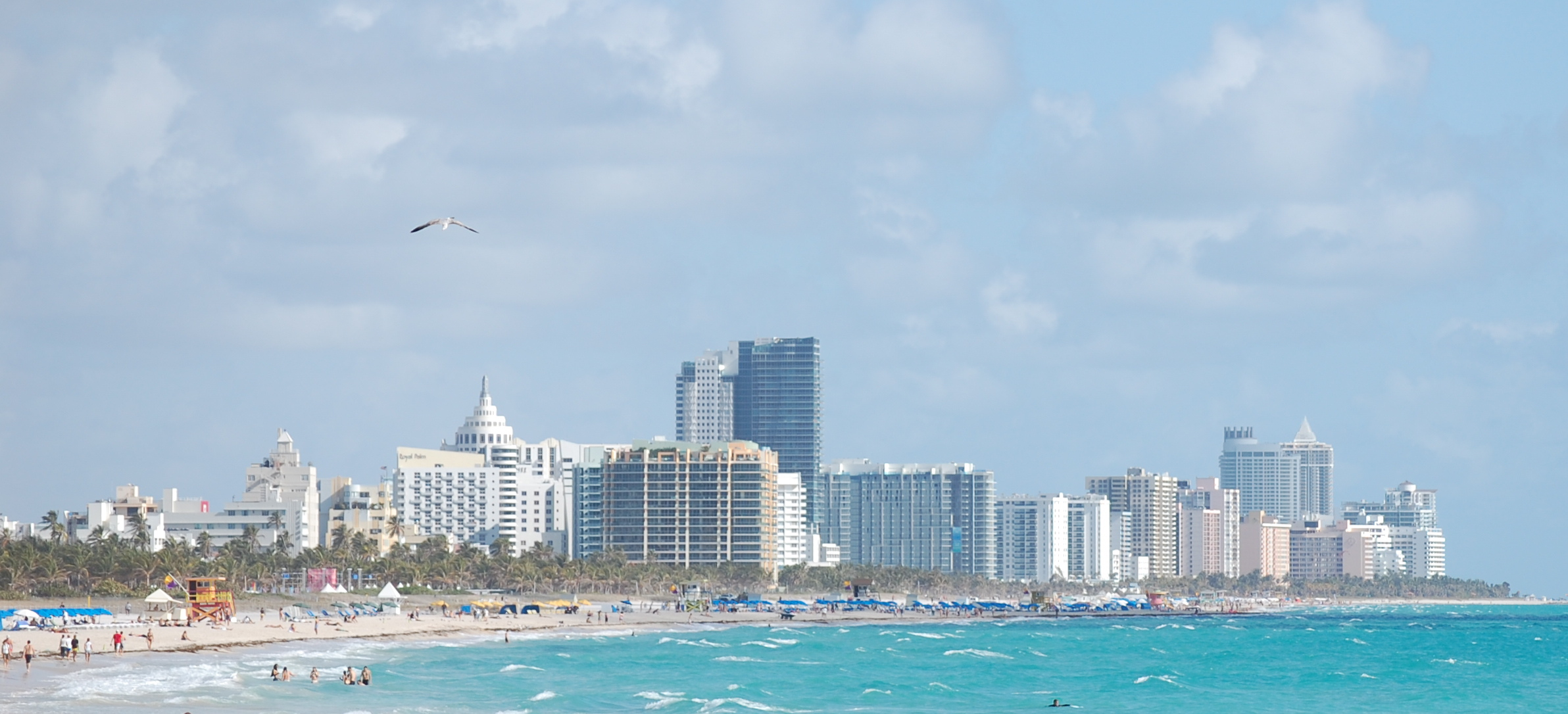
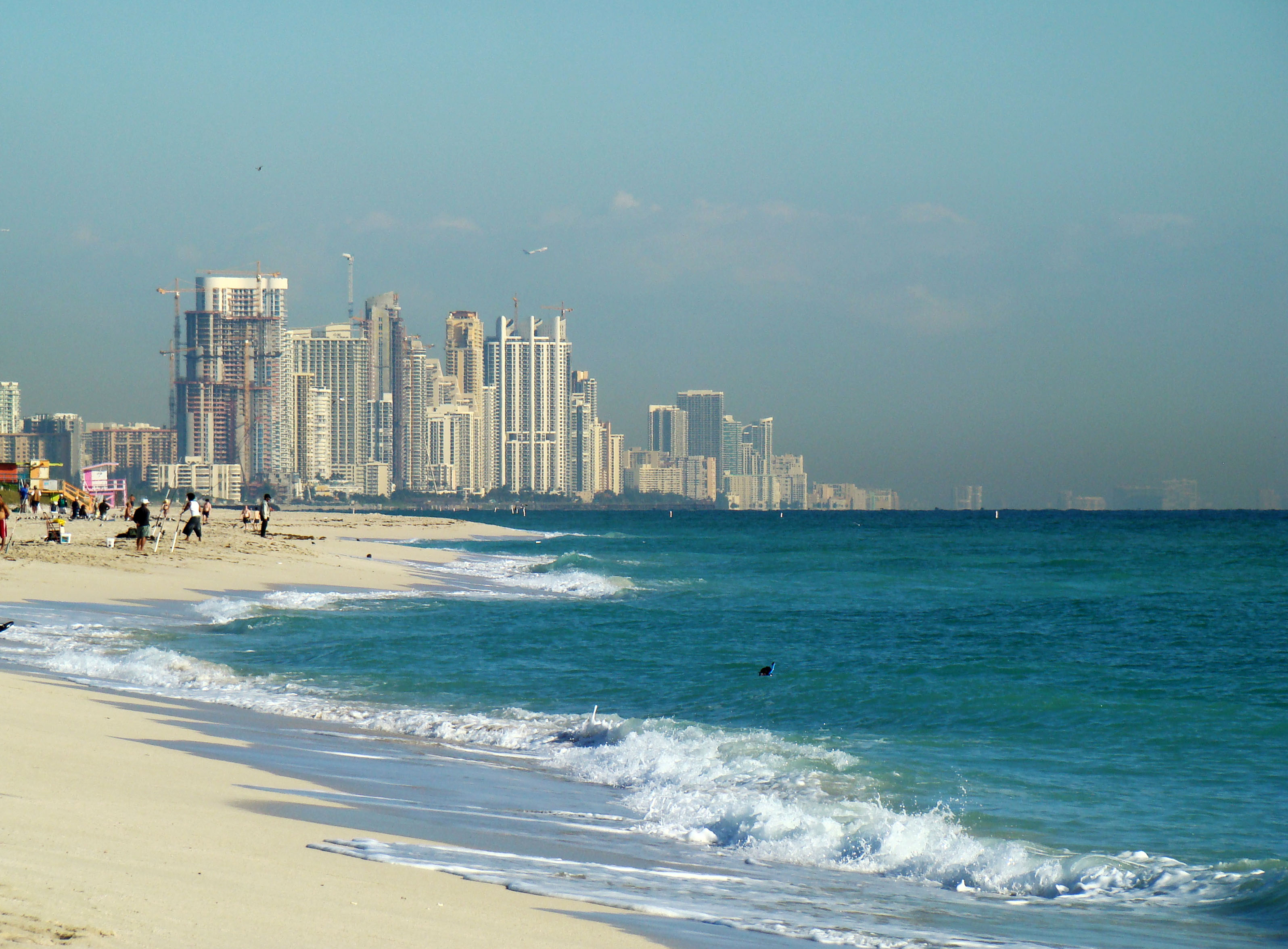
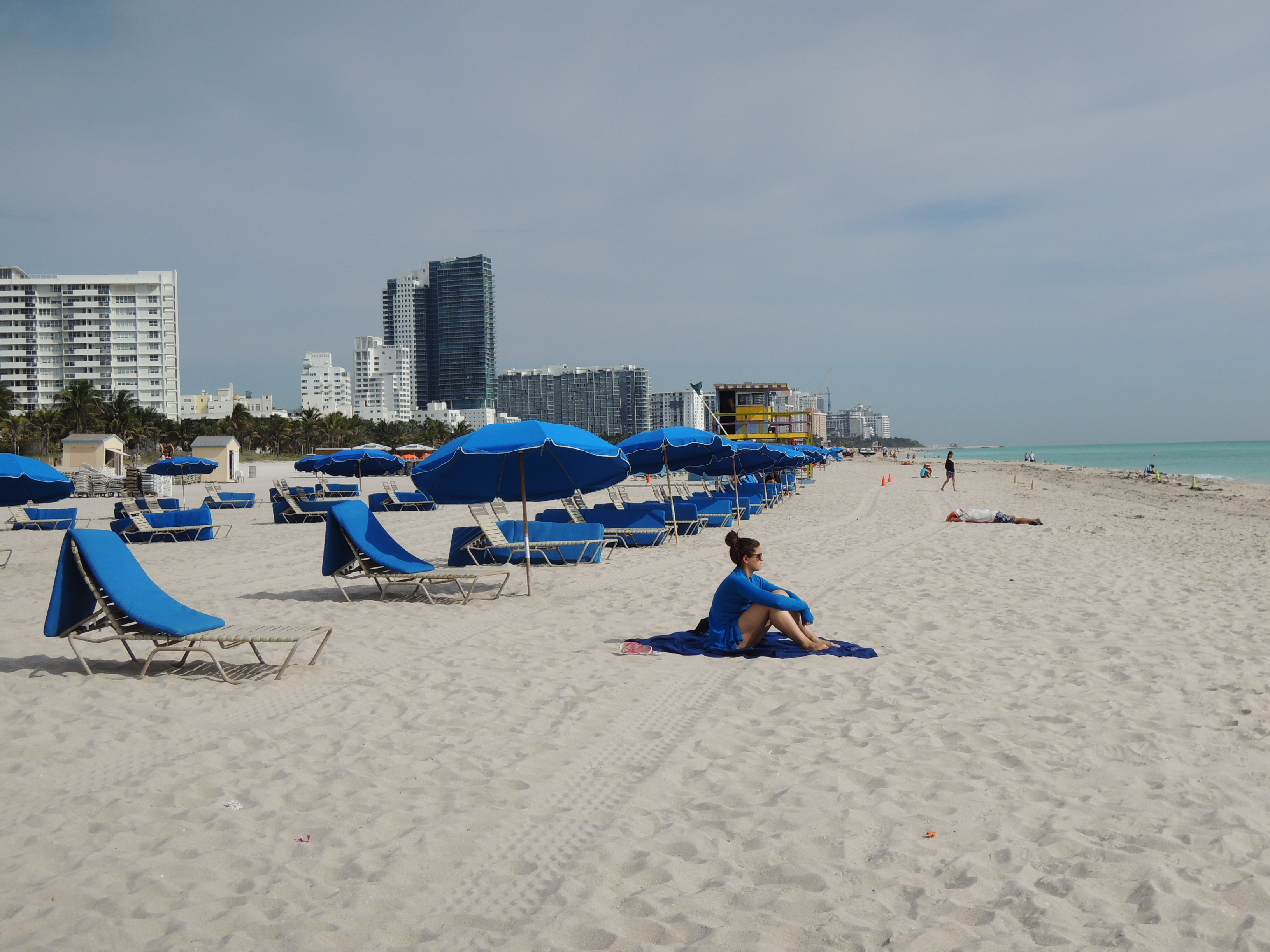
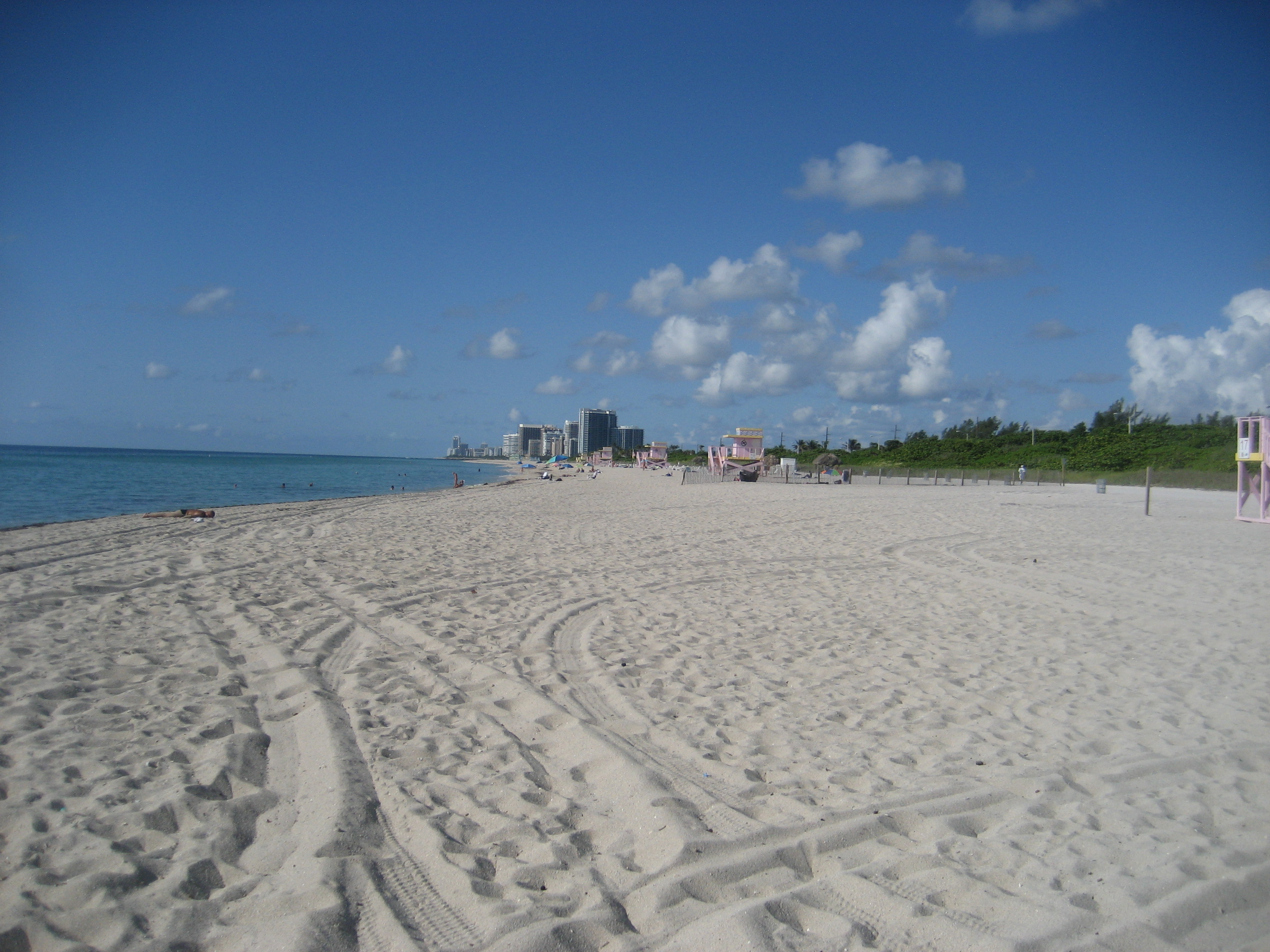
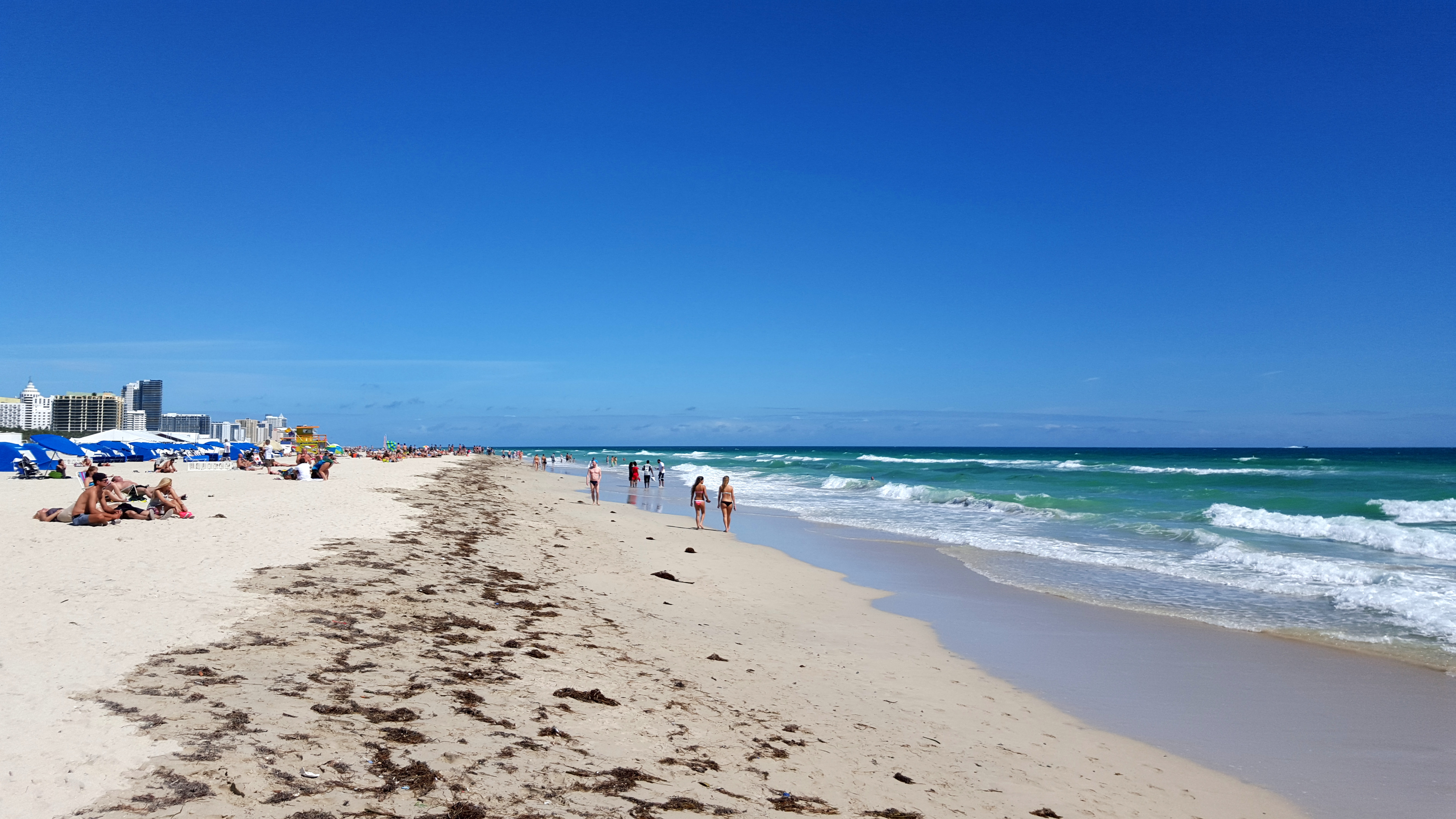
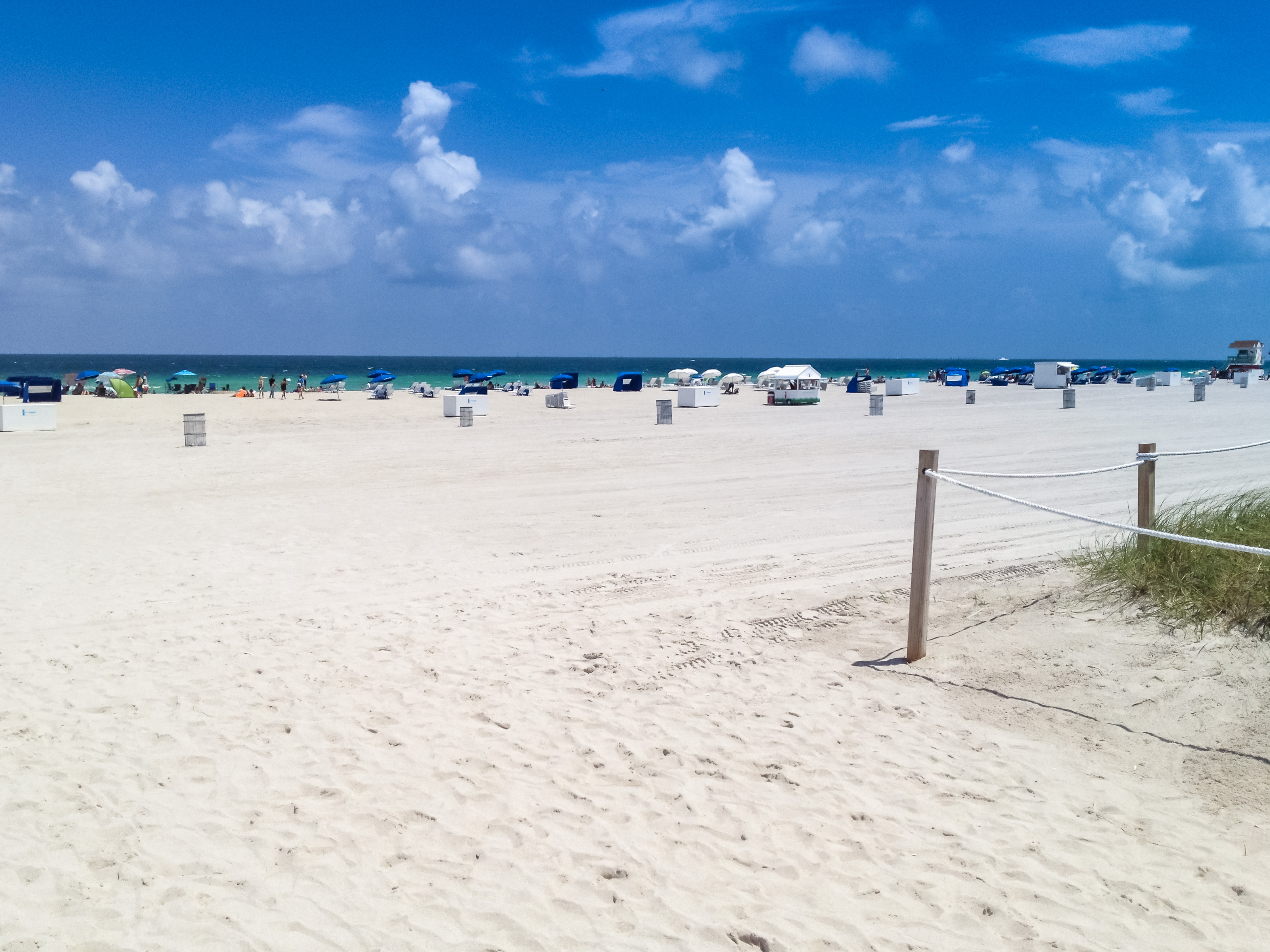
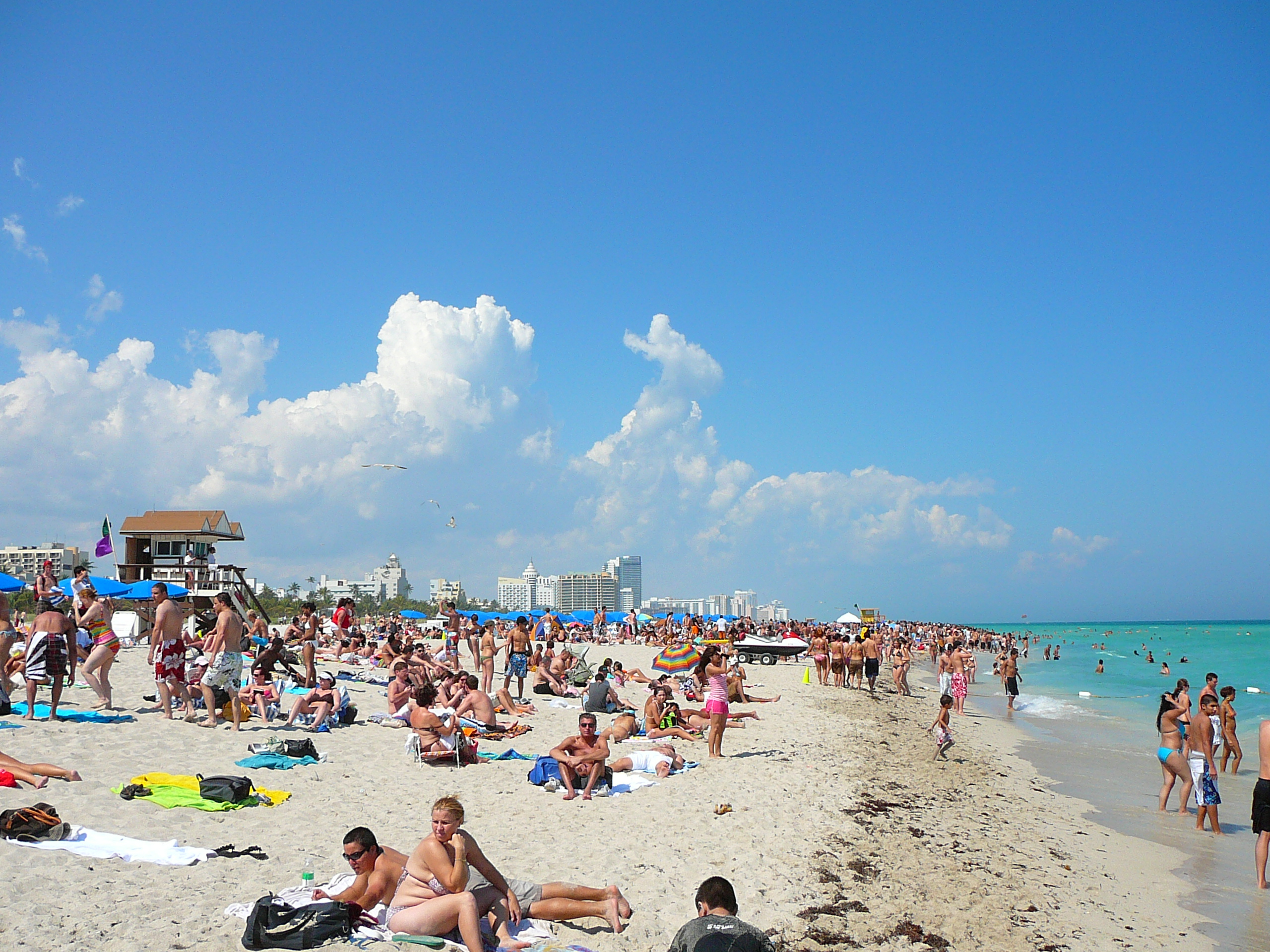
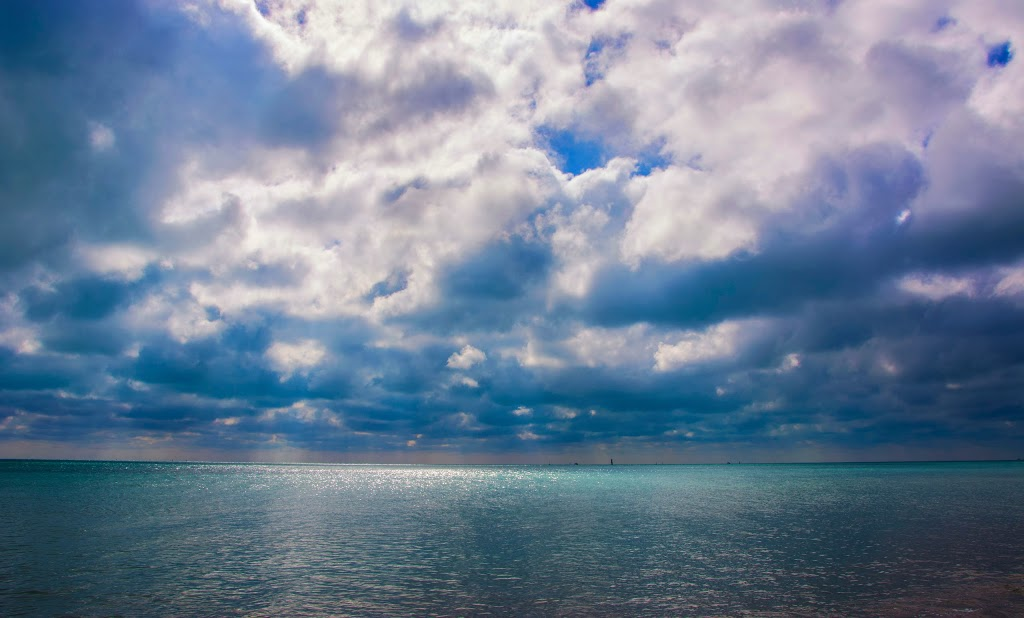
Ligne d'horizon « skyline »

Les plages tropicales d'eau bleu-vert turquoise et de sable blanc de Miami Beach, avec ses célèbres « Lifeguard tower Art déco » de surveillance des plages, sont bordées d'immeubles, hôtels, boutiques, cafés, bars-restaurants, et de boîtes de nuits de style architectural emblématique « Art déco de Miami »,,.

## Quelques plages de Miami et de Floride

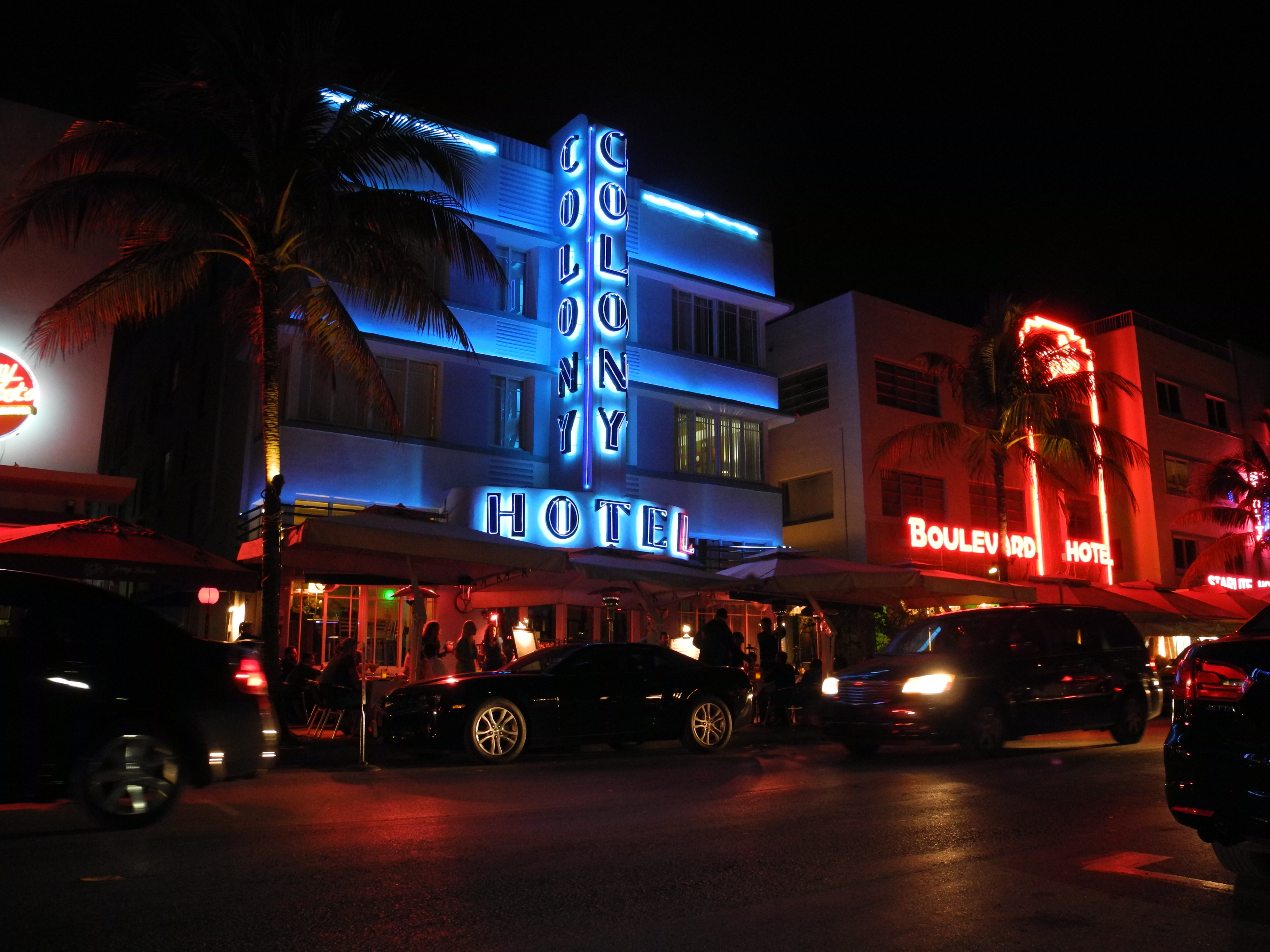
Exemple emblématique d'architecture Art déco de Miami

- Miami Beach
- North Beach (en)
- Mid-Beach (en)
- South Beach (SoBe)
- Golden Beach
- Dania Beach
- Hillsboro Beach
- Highland Beach
- Delray Beach
- Boynton Beach
- Palm Beach
- Daytona Beach

Quelques célèbres Lifeguard tower Art déco de surveillance des plages de Miami Beach
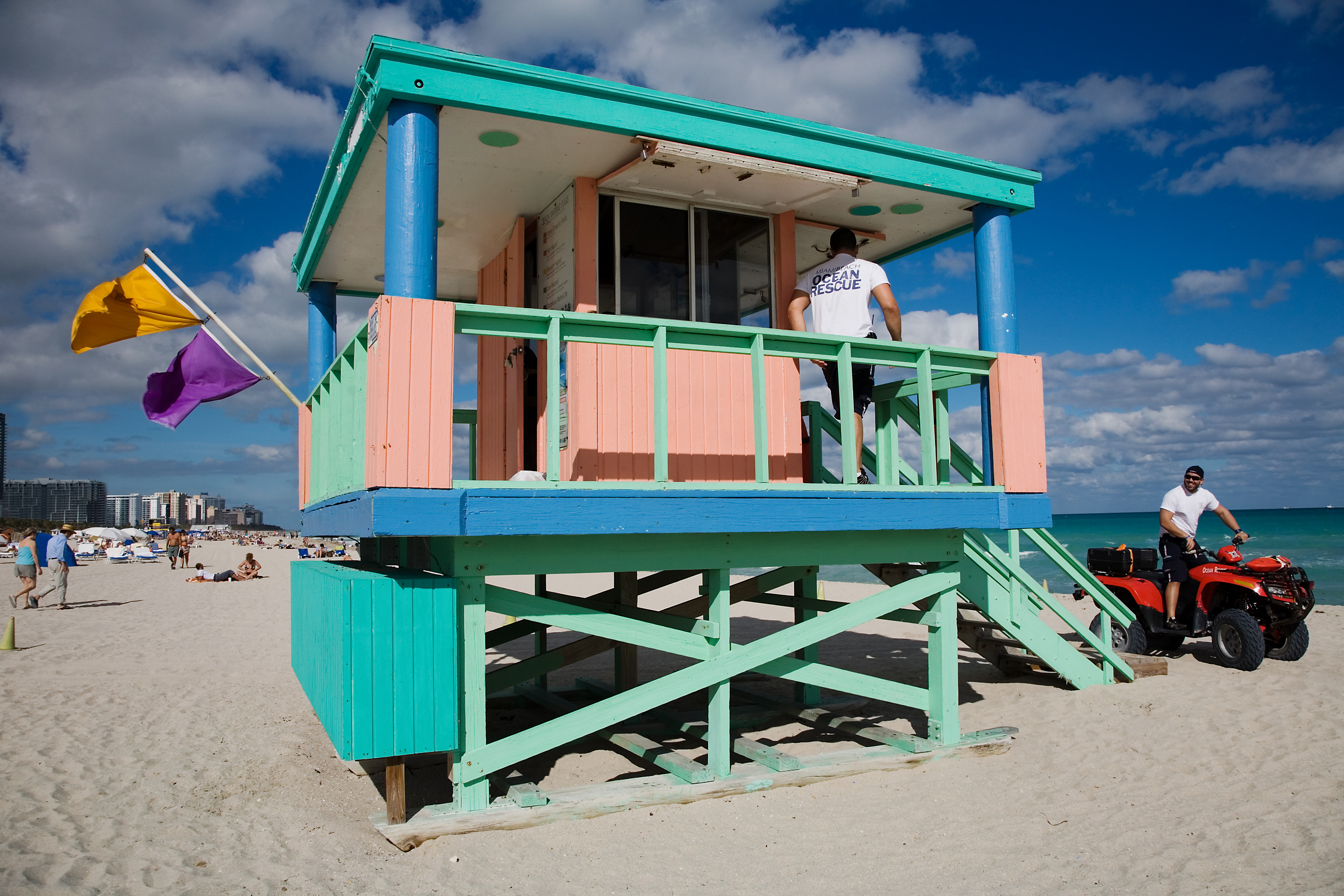
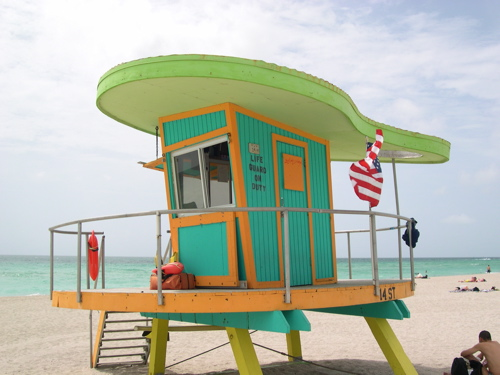
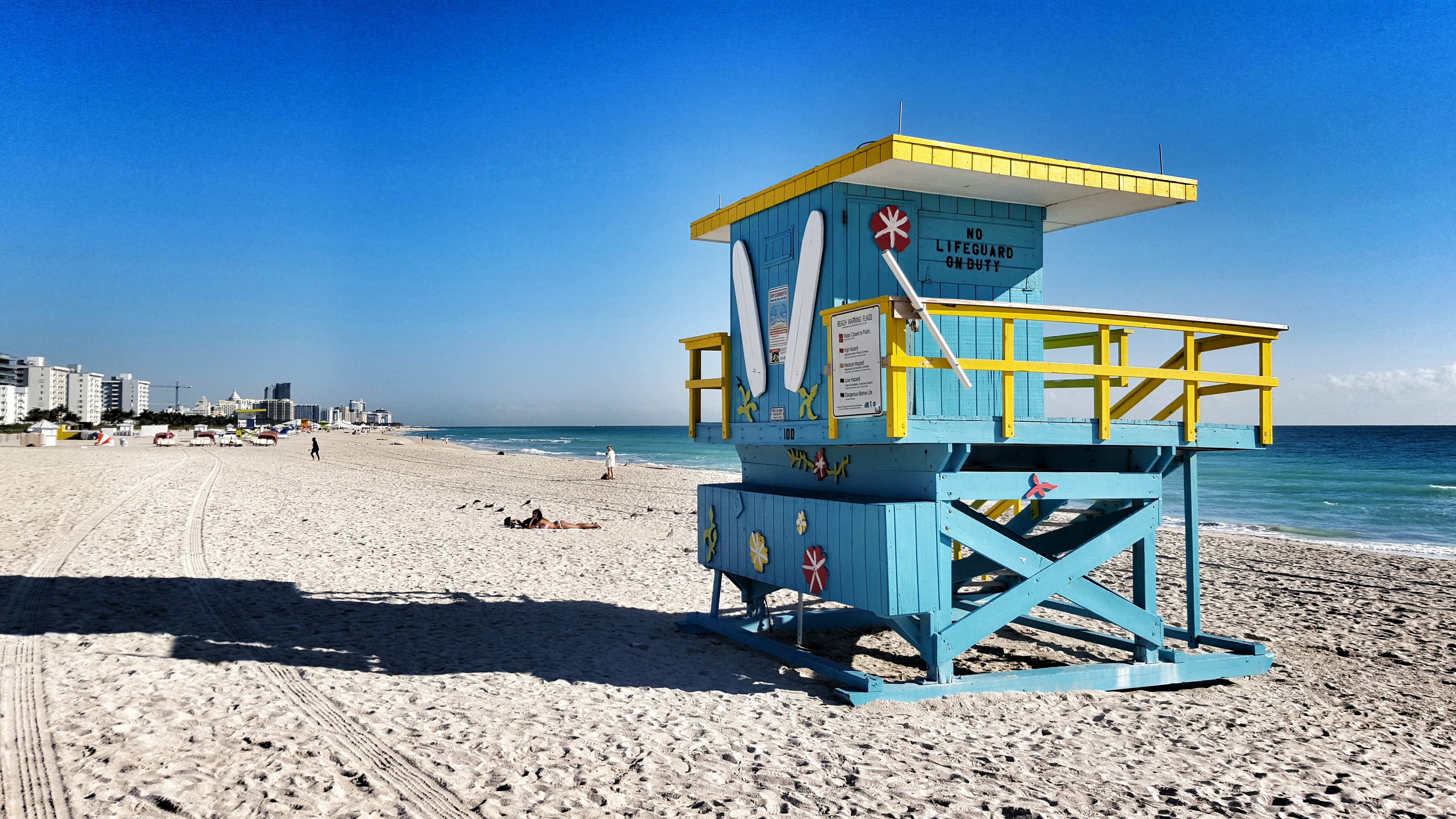
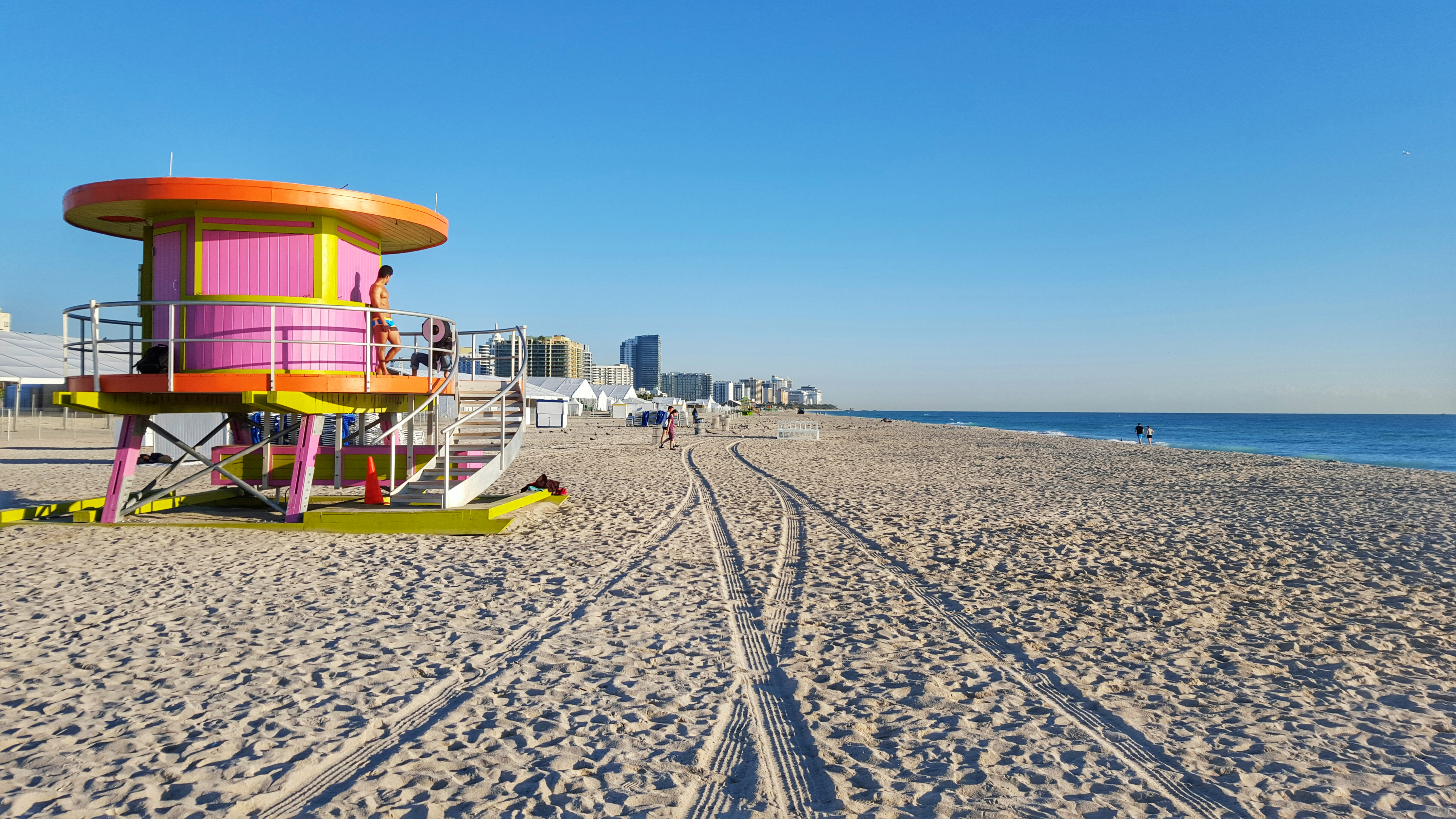
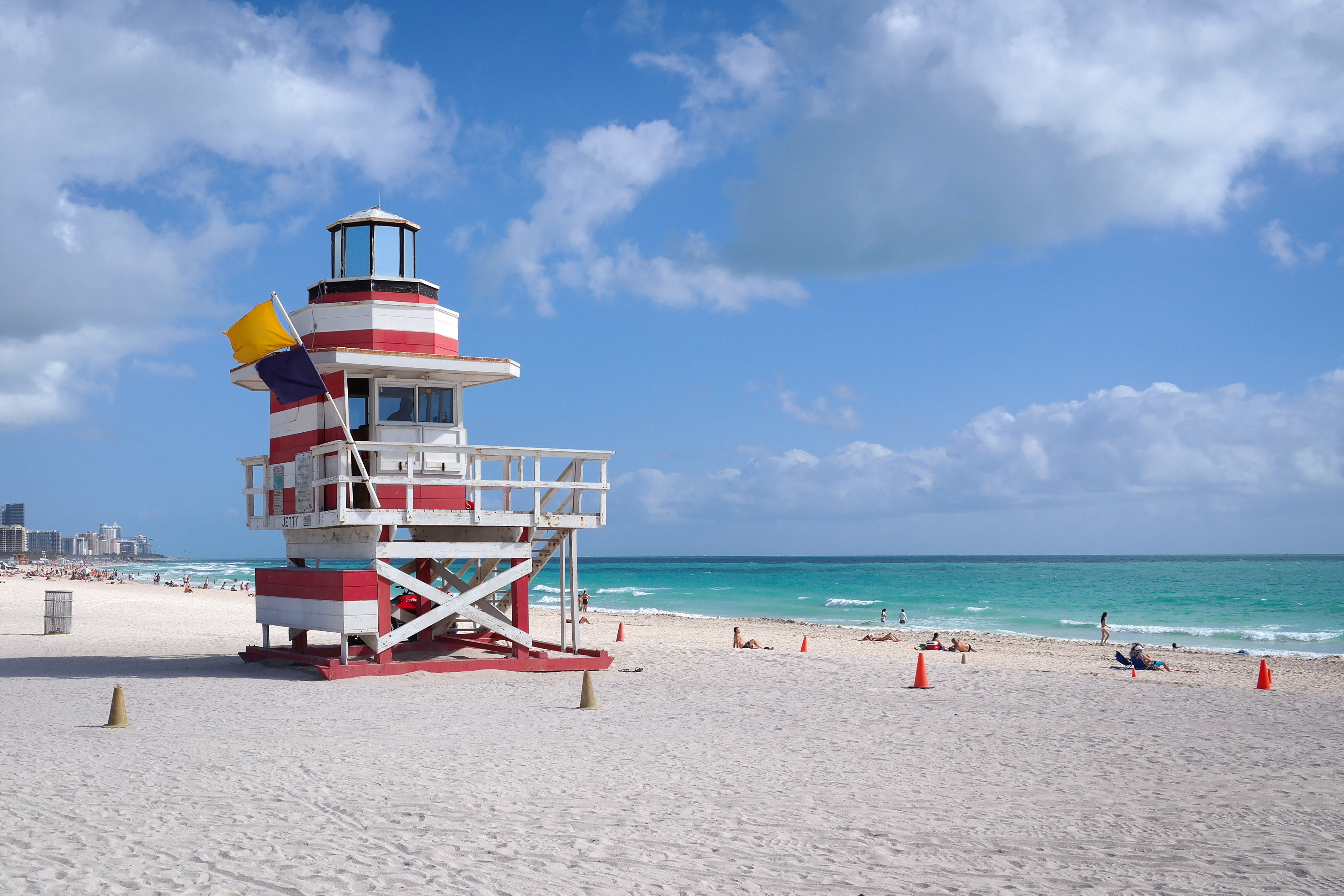
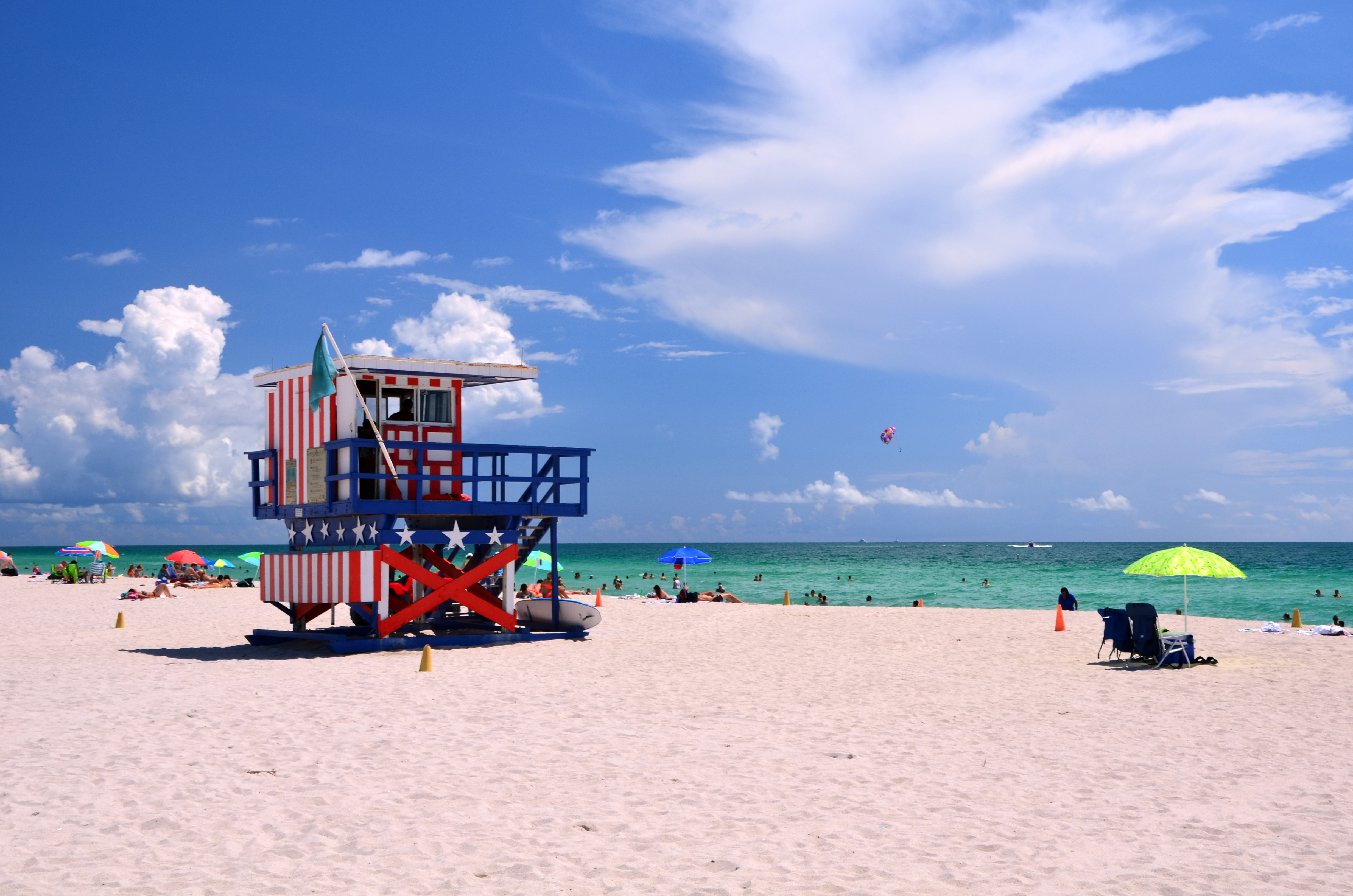
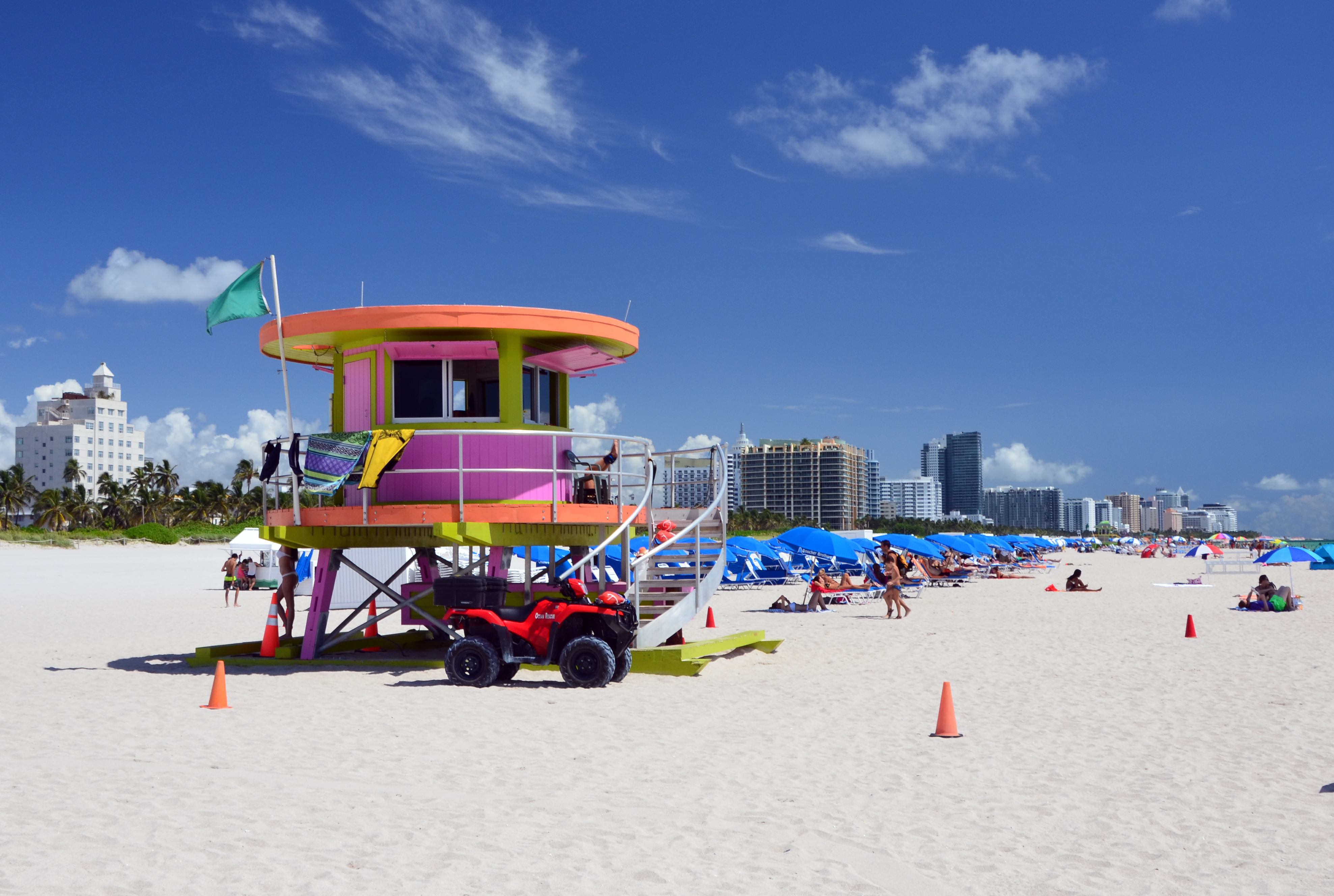
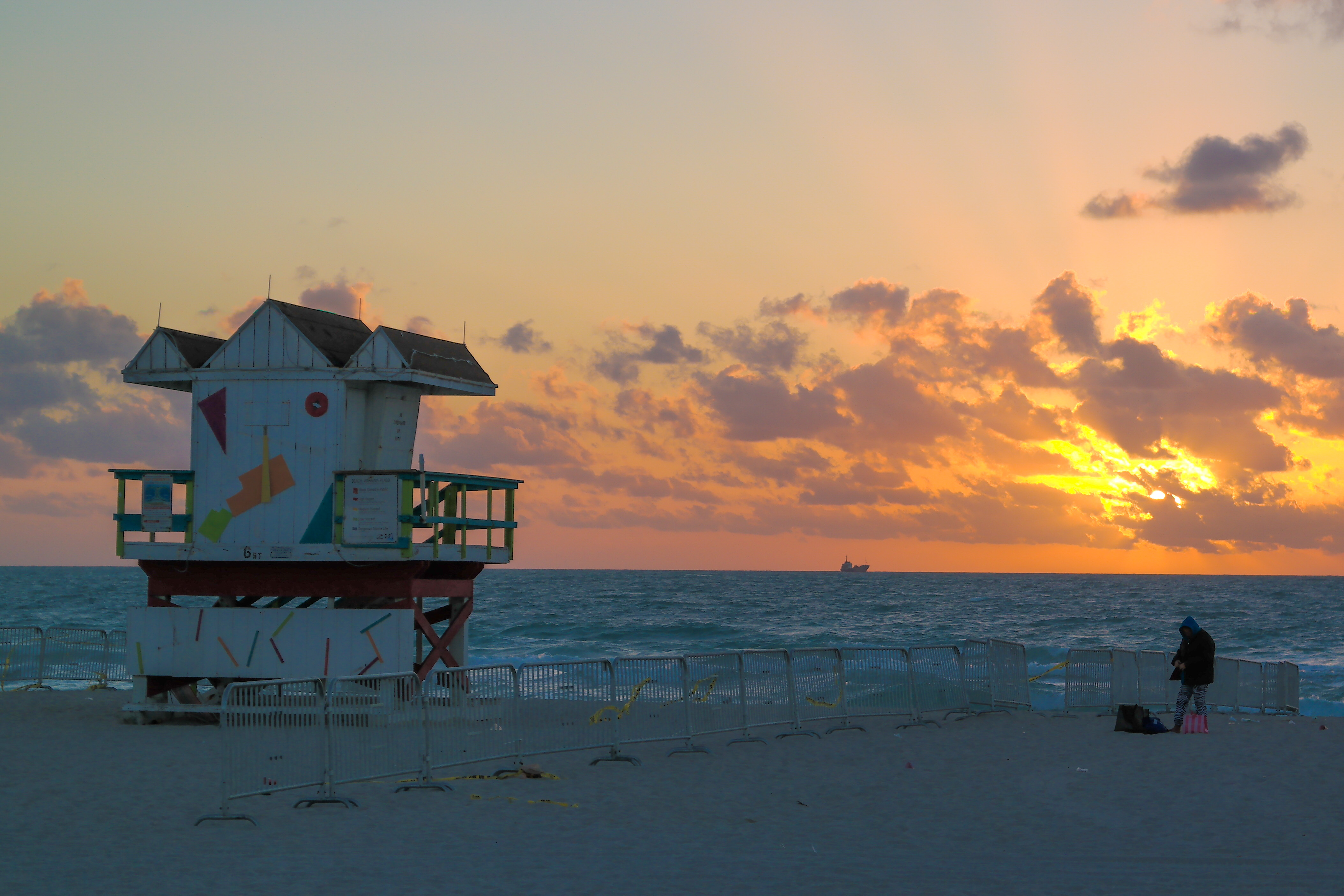